# Las Mondas
Las Mondas son las fiestas que se celebran en el municipio Castellano-manchego de Talavera de la Reina (Toledo) España, el sábado posterior a la Semana Santa. La celebración simboliza el culto a Nuestra Señora del Prado y el engalanamiento de calles y plazas con la bandera azul y blanca de Talavera y que simboliza los colores de la Virgen María.
El 28 de diciembre de 2009, esta fiesta fue declarada de Interés Turístico Nacional.

## Origen
Aunque se desconoce el origen exacto de esta tradición, las raíces paganas de esta fiesta se remontan a la época romana en un ritual que consistía en la veneración a la diosa Ceres, ofreciendo las “munda cerealis” coincidiendo con la llegada de la primavera.  Aunque históricamente se conoce su celebración desde el siglo XV.
El rito fue cristianizado en el año 602 d. C. El rey Visigodo Liuva II regaló a la ciudad la imagen de la Virgen del Prado, a la que desde ese momento se realizan las ofrendas. En el siglo XVI se redacta una normativa para unificar la fiesta que también pasó a llamarse "fiesta de los toros". En la actualidad se conserva gran parte del rito romano.

## Celebración

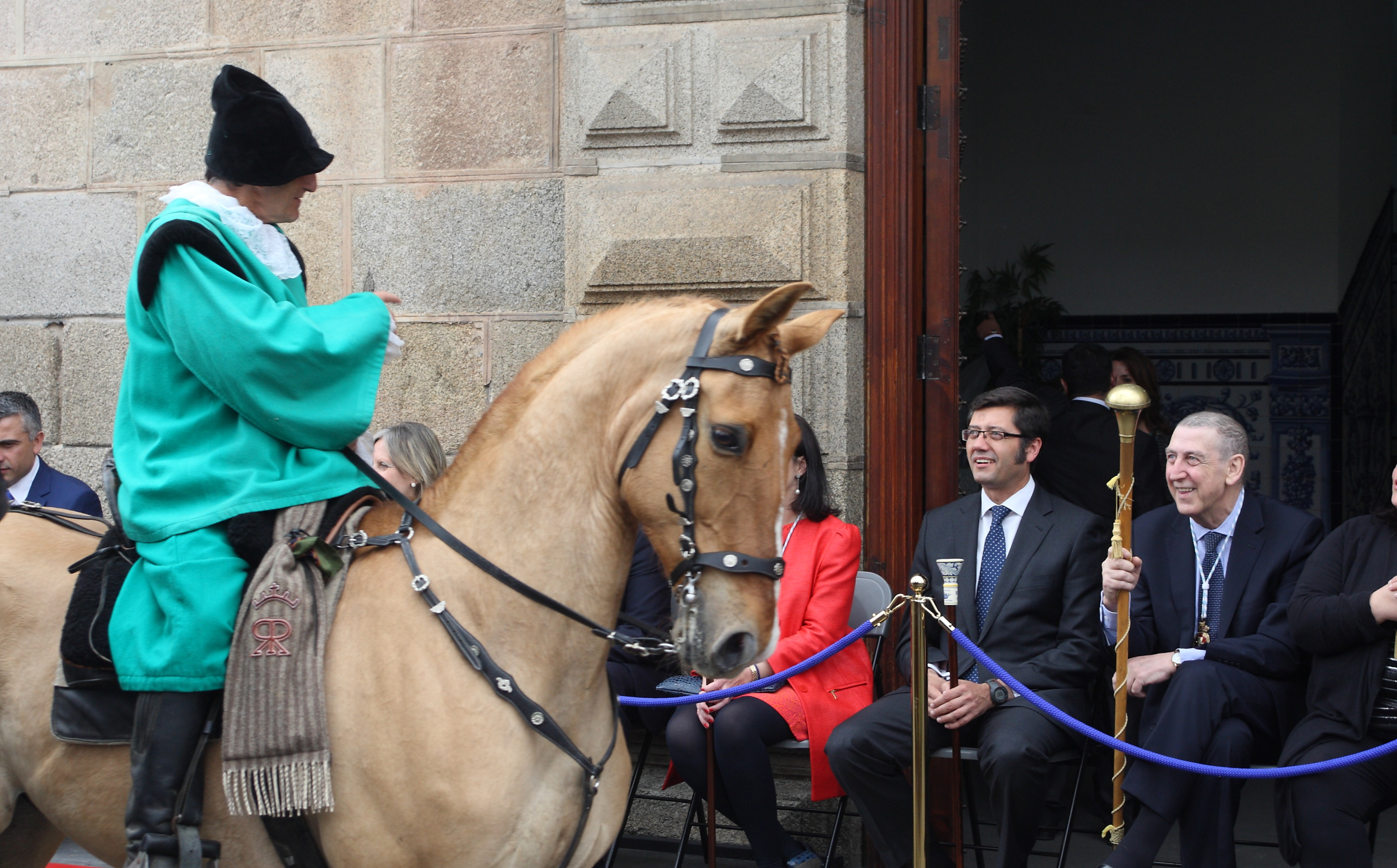
Desfile ecuestre ante el alcalde.

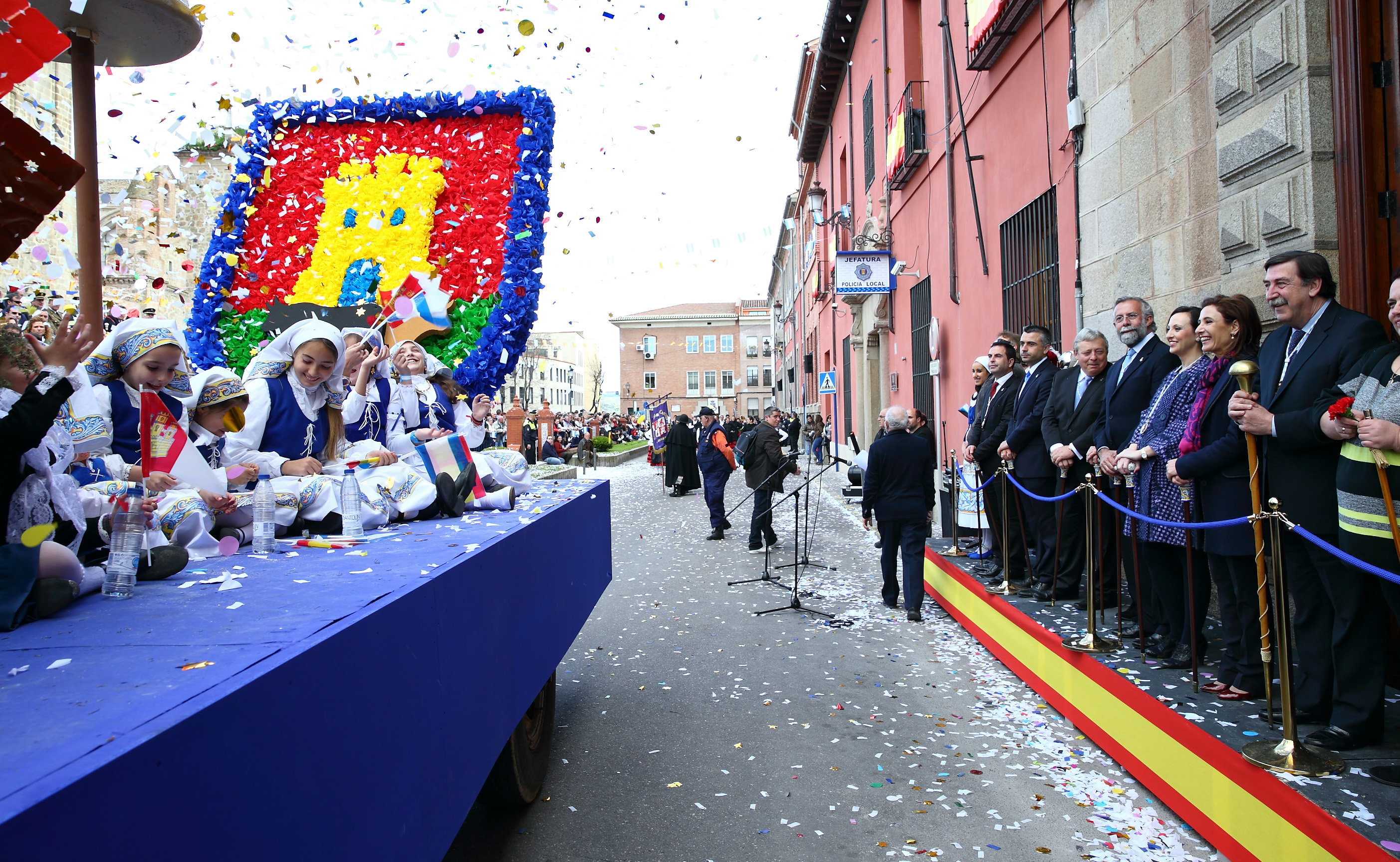
Carroza con el escudo de la ciudad y talaveranas

Los festejos comienzan el Domingo de Pascua  con el tradicional Pregón de Mondas por diferentes barrios de la ciudad. A continuación, se desarrolla una semana cultural en la que es posible asistir a conferencias, exposiciones conciertos, degustación de productos típicos o la entrega de los premios "Ciudad de Talavera", los más importantes de la ciudad.
El sábado siguiente, se celebra un gran cortejo por diferentes calles de Talavera de la Reina en el que participan numerosos grupos folclóricos, carrozas, personas ataviadas con los trajes típicos de cada localidad y los preceptivos regalos. El cortejo lo cierra un carrito adornado con romero tirado por dos carneros, que porta la ofrenda de la pedanía de Gamonal. Termina en la Basílica del Prado con la ofrenda a la Virgen del Prado y el intercambio de bastones del alcalde de Talavera con los alcaldes invitados. El acto suele terminar con la entonación del himno de la Virgen.
La fiesta también tiene un marcado carácter de afirmación de la identidad comarcal de las Tierras de Talavera que llegaron a abarcar desde la Sierra de Gredos al Guadiana y las zonas extremeñas de Los Ibores, Guadalupe y Campo Arañuelo.